# Чинянхо
Чинянхо (кор. 진양호) — водохранилище в городах Чинджу и Сачхон в провинции Кёнсан-Намдо Южной Кореи. Площадь водной поверхности составляет 29 км². Озеро образовалось после возведения в 1970 году плотины в месте, где сливаются реки Кёнхо и Токчхонган, образуя реку Намган.
Большая часть озера со стороны Чинджу входит в городской парк, организованный в 1998 году. Это место стало популярным местом отдыха с отелями, ресторанами и парком развлечений.
В озере Чинянхо, как и в некоторых других местах бассейна реки Нактонган, обидает популяция выдр.